# カサカムリナメクジ科
カサカムリナメクジ科（カサカムリナメクジか）は軟体動物門・腹足綱・有肺亜綱・柄眼目 に分類される、ナメクジ型をした半地中性の特異な貝類。一般的なナメクジ類と違って、体の後端に退化的な小さい貝殻を持つのが特徴である。肉食性で主に地中でミミズ類を捕食する。ヨーロッパ中西部-地中海沿岸を本来の分布地とし、全部で3種のみが知られる小さい科である。そのうちの1種カサカムリナメクジは北米やオーストラリアなどに移入されている。

## 特徴

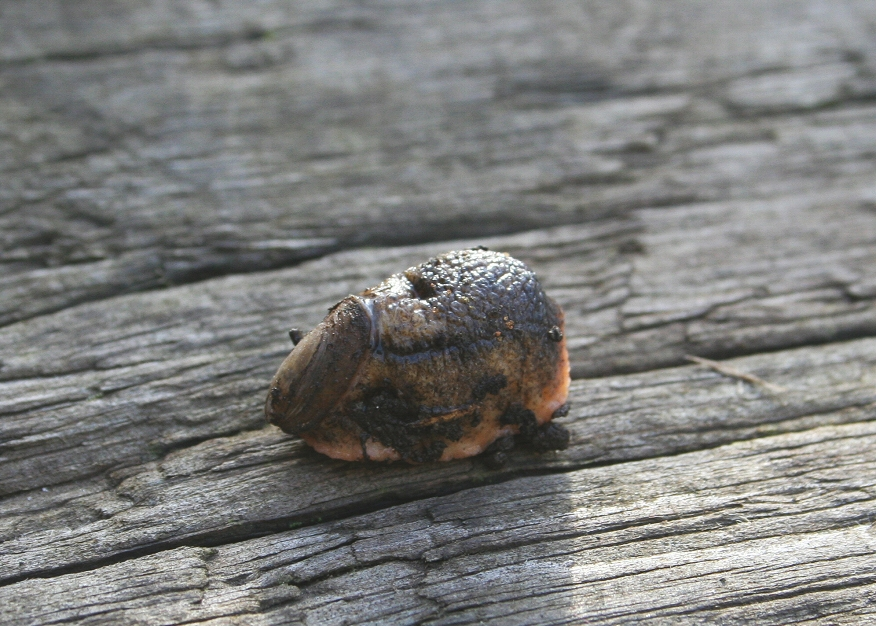
体を縮めた T. maugei
（イギリス産）

体長は伸びた時で数cmから12cmほどになるナメクジ型で、後方が太く前方にやや細い体形をしている。体の後端に薄く扁平なアワビ型の殻を持つのが最大の特徴で、殻は縮小した外套腔を被うようになっている。外套腔が極端に後方に偏しているため、一般のカタツムリ類では"首"のすぐ後ろにある肛門も、カサカムリナメクジ科では体の後端近くに位置している。体色は淡褐色系を基本とするが、色や斑紋には変化があり、変異型にはそれぞれ別の名前が付けられているものもある。口の底部にある歯舌には、約2,000本の尖った細かい歯が並んでおり、獲物を捕らえるのに役立っている。
本科が属する Oleacinoidea 上科には他に2科が含まれ、それらも肉食性で他の貝類など捕食するが、いずれも地上性で、よく発達した殻をもっている。カサカムリナメクジ科に見られる特異な形態は、地中でのミミズ食に適応したものと考えることができる。

### 生態
捕食性で、動きはナメクジ類、あるいはカタツムリ類としては敏捷である。主としてミミズ類を食べるが、時には他のナメクジや小動物も食べる。餌のミミズを見つけると、そっと近づいておもむろに襲いかかる。この時は触角を縮めて、口を大きく開き、多数の逆棘状の歯が生えた歯舌を獲物に当てて捕捉する。ミミズは左右にくねって暴れるが、口と歯舌とによって捕らえられているため容易に逃れることはできない。このようにしてミミズを捕らえると、自分の穴などに引きずり込んでゆっくりと食べていく。
半地中性で、普段は土中や石の下、あるいは落葉層内などで活動しているため、あまり人の目に触れることはないが、夜間や雨後などは餌のミミズを追って地上に現れることもある。餌となるミミズが多い環境には本科のものもよく生息するが、特に耕作地、公園、人家の庭といった人の手が加わった場所に生息していることが多い。このため土壌などとともに運ばれやすく、北米やオーストラリア南部、ニュージーランドに移入されている。
雌雄同体で、卵生。体の割りに大型の卵を産み、1週間-数週間で孵化する。

### 分布
ヨーロッパ中西部、地中海西部沿岸地域（アルジェリア、モロッコ、スペイン）、大西洋沿岸およびその周辺の各諸島に分布。北米、オーストラリア、ニュージーランドのものは外来個体群。

## 分類
カサカムリナメクジ科が分類される Oleacinoidea 上科には、本科の他にヤマヒタチオビガイ科 Euglandina と Oleacinidae 科があり、全部で3科からなる。この上科のものは全て肉食性で、カサカムリナメクジ科以外の2科は上述のとおり発達した殻をもっており、他の貝類などを捕食する。カサカムリナメクジ科はカサカムリナメクジ属のみで構成され、以下の3種が知られている。
Testacella haliotidea Draparnaud, 1801　カサカムリナメクジ
体は一般に淡色。淡褐色-クリーム色で、背面の左右に細い褐色線があるのが普通。足裏は淡色。伸びた状態で体長は12cmほどになる。殻長は8mmほどでやや三角形。卵は約6mm長の楕球形で約2週間で孵化する。ヨーロッパ西部の地中海沿岸-大西洋沿岸地域、グレートブリテン島（スコットランド北部を除く）に分布する。イングランドでは公園や庭などに普通。
T. maugei Férussac, 1819
体長は6-10cmで前種より小さいが、殻は大きく15mmほどになる。褐色で黒い斑点があることもある。足裏は淡色から暗色まで。体の色彩によって6型に分けられるが、種は同じとされる。前種とは殻の大きさ以外に、陰茎に鞭状器を欠くことや、触角の牽引筋が体腔の左側に付着することなど、内部形態でも異なっている。春から夏にかけて産卵し、卵は5mm長の楕球形、3週間-5週間で孵化する。フランス西部-グレートブリテン島一帯のほか、 カナリア諸島、アゾレス諸島、マデイラ諸島、チャンネル諸島、グレートブリテン島などにも分布する。
T. scutulum Sowerby, 1821
体は一般に黄色味が強いため Golden Shelled Slug の名をもつ。殻は7mm長、黄色で褐色の斑点を持つ。足近くはオレンジ色。体色の異なるものに名前がつけられており、体全体がオレンジ色で褐色の斑点を持つものをaurea、体が白っぽいものをalbina、殻の大きいものをmajorという。ヨーロッパ中西部に分布する。